# 毛轴莎草
毛轴莎草（学名：Cyperus pilosus）是莎草科莎草属的植物。分布于澳洲、喜马拉雅山区、印度尼西亚、锡金、尼泊尔、马来亚、印度、日本、越南以及中国大陆的江西、浙江、广西、海南、云南、贵州、福建、四川、广东等地，生长于海拔600米至2,100米的地区，常生长在水田边和河边潮湿处。

## 变种
- 白花毛轴莎草（学名：Cyperus pilosus var. obliquus）是莎草科莎草属毛轴莎草的变种。分布于菲律宾、印度尼西亚、印度、马来亚、尼泊尔以及中国大陆的广东、福建、浙江、四川等地，一般生长在路旁及溪边等潮湿地方。
- 紫穗毛轴莎草（学名：Cyperus pilosus var. purpurascens）是莎草科莎草属毛轴莎草的变种。分布于中国大陆的云南、四川等地，多生长于山坡草地上。
- 少花毛轴莎草（学名：Cyperus pilosus var. pauciflorus）是莎草科莎草属毛轴莎草的变种。分布于中国大陆的江西、云南等地，见于水旁或沼泽地。